# Ostoja konika biłgorajskiego w Szklarni
Ostoja konika biłgorajskiego w Szklarni – założona została w 1986 roku z inicjatywy Nadleśnictwa Janów, a w 1990 roku została przejęta przez Zarząd Parku Krajobrazowego Lasy Janowskie. Celem hodowli jest przywrócenie cech pierwotnych i utrzymanie tej rasy konia, dobrze przystosowanego do bytowania w warunkach naturalnych. Opiekę naukową nad stadniną sprawuje Zakład Hodowli Koni Akademii Rolniczej w Lublinie.
W chwili obecnej stado koni biłgorajskich w ostoi w Szklarni liczy 22 sztuki:
9 klaczy – matek, 2 konie młode, 3 ogiery, 2 wałachy.